# 萌えよ!ドラゴンガールズ
『萌えよ!ドラゴンガールズ』は、2004年10月22日に発売された特撮オリジナルビデオ。全3巻。アイドルファンと特撮ファン両方を狙った作品となっている。

## ストーリー
上条彰吾は平凡な高校生。オンライン対戦格闘ゲームに夢中になっていた。彰吾はネットのゲーム世界では、“如月美鈴”という強く可憐な美少女格闘家の姿を持っている。ゲーム世界は吉岡鋼拳という究極のファイターが君臨し、そのなかで美鈴は次々に現れる強敵を倒し、次第に頭角を現すようになっていた。そんななか、美鈴は宿命のライバル・明神知世と出会い、彼女との壮絶な戦いに挑んでいくのだが…。

## スタッフ
- 監督：濱田兄弟（井山夏生＆濱田明宏）（1）、井山夏生（2.3）
- アクション監督：新堀和男
- 音楽：今井重幸、相内勝雪
- 原案：秋吉かおる
- 脚本：秋吉かおる（1）、濱田緑（2.3）

## 主題歌
- ED：「小さな秘密」（作詞：井山夏生、長井美恵、まんじ敏幸　作曲・編曲：今井重幸　歌：森下まい）

## キャスト
- 如月美鈴:福下恵美
- 明神彰彦:栩原楽人
- 長澤芽衣:倉貫まりこ
- 明神知世:福井裕佳梨
- 各務沙弥香:森下まい
- 長澤龍太:倉貫匡弘
- 庄野若菜:佐藤優里亜
- 高木志織:高松えりな
- 武本克仁:和田圭市
- 庄野健人・吉岡鋼拳:大葉健二
- 泥酔拳ぢぢい：金子吉延
- スーツアクター：田浦リオ、福沢博文、伊藤慎、翁長卓、中村博亮